# Бабино Поље
Бабино Поље (итал. Pian di Bàbino, Babinopòglie или Piana della Balia) је насељено место и седиште општине Мљет, на острву Мљету, Дубровачко-неретванска жупанија, Република Хрватска.

## Географски положај
Бабино Поље је највеће насеље на острву Мљету. Смештено је на средини острва, у подножју Вељог Града (највишег врха на острву са 514 м), а изнад истоименог плодног поља, по којем је и добио име, на путу који га повезује са лукаом Собром. Састоји од заселака Забрежје, Сршеновићи и Задубље. Недалеко од насеља налазе се пећине (шпиље) Осташевица (дуга 400 м) и Моврица (100 м).

## Историја
До територијалне реорганизације у Хрватској налазило се у саставу старе општине Дубровник.
Бабино Поље је једно од најстаријих насеља на острву. Населили су га Словени кроз 7. и 8. век, када су миграцијама према западу острва наишли на плодно тло. Према легенди, име дугује старици којој је велики жупан Захумља Деса 1151. поклонио земљу као награду за савете које му је давала за време борбе са непријатељем дуком Ремином. Док та „старица“ заправо значи дванаест бабинопољских родова, који су, у знак захвалности за учествовање у бици против Римљана на западу острва, добили земљу уз плодно поље. Границе земље тих дванаест родова видљиве су и данас те оне оцртавају данашњих дванаест бабинопољских заселака (имена заселака су презимена и свако од њих још и данас постоји на острву): Андричевићи, Хајдићи, Стражичићи, Хаздовчићи, Сршеновићи, Чумбелићи, Матановићи, Бенковићи, Маркети, Лазовићи, Дабелићи и Палунчићи.
Током 11. века становници Бабиног Поља граде прву цркву коју су посветили Светом Панкрацију, првом заштитнику острва. Захумски кнез Љутовит поклања Цркву Св. Панкрација и цели посед, који је био везан за њу, опату Петру, запретивши свим осталим становницима да ни на који начин не смеју угрожавати или ометати тај посед.
Тим поклоном, најважнији посед на острву у оно време долази под власт локрумских бенедиктинаца. У селу је установљена римокатоличка жупа већ током 12. века, па је Бабино Поље постало управно и црквено средиште целог острва, као највеће насеље на острву, први пут помиње 1222. године. Доласком бенедиктинаца из Апулије, долази до сукоба с бенедиктинцима с Локрума око права на посед. Бабино Поље су касније добили мљетски бенедиктинци, који граде управну зграду Сотницу у коју су спремали и приходе у натури које су добијали са самостанских земаља, посебно винограда из Бабиног Поља и околних поља.
Дипломатском борбом, дубровачко племство, на превару, добија власт на Мљету те одмах поставља кнеза Шипана и острва као врховну власт на острву. У почетку је кнез, за време свог мандата, долазио три пута на десет дана, а кад је Република изградила Кнежев двор у Бабином Пољу, кнез се до укидања Дубровачке републике бирао на Мљету.
У 20. веку, Бабино Поље остаје главно место на острву, а кад је Мљет постао засебна општина, Бабино Поље постаје средиштем општине Мљет. Данас је у месту осмогодишња школа, полицијска станица, здравствена амбуланта, пошта, жупни уред Св. Влаха и дом културе „Забријежје“.

## Културно историјски споменици у Бабоном Пољу
- Сотница (итал. sotto = доле, испод) је судско–управна и привредна зграда која се налази испод насеља према црквици Св. Влаха. Изградили су је бенедиктинци како би у њој остављали приходе са својих поседа у Бабином Пољу, а у њој су вршили судску власт све док острвом није завладала Дубровачка република, која је тада почела на острво слати кнеза. За време бенедиктинске власти у њој су се водиле и књиге Мљетске канцеларије (тзв. мљетски канцељер је у Сотници записивао разне писарске списе, тестаменте, различите уговоре, тужбе и жалбе Мљећана у у писарске књиге). На балкону зграде Сотнице налази се плоча, на којој је исписан најдужи досад познати средњовековни натпис на Мљету:

VITALIS QVMVIIS CARMEN
SACERDOS... N
VOCIBVS CV VOBIS EX VIA
ERATIS
MATHEI BANI SIBIQ: PER OMNIA
CARI...
NOS QVOD PRESENS TEGIT
SIMVL QVE CERNIS HEV
VT HABEANT DICITE PARADISI
REQVIEM VITE
- Кнежев двор је ренесансна стамбена зграда, коју је изградила Дубровачка република када је Велико веће, крајем 15. века, одлучило да се кнез на Мљету више неће бирати изван острва, већ да ће бити биран из локалног становништва. Над улазом стоји натпис:

PRAETORIS MELITESIS
PRAETORIVM
PUBLICA RAGVSINOR
PECVNIA ERECTVM
ANO A PARTV VIRG MDLIV
У унутрашњости Кнежева двора је пространо двориште, а пред њим тераса и зденац. С југоисточне стране подигнуто је утврђење које се назива каштел. На том се месту налазила стална стража која је чувала улаз према Сотници и црквама Св. Панкрација и Св. Влаха, као и према самом насељу. Одатле су посматрали Мљетски канал и отворено море. Ако би приметили туђе ратне бродове или гусарске лађе, то би одмах дојавили вођи страже и кнезу због обавештавања мештана о потреби осигурања острва и његових становника. Према потреби вест се баркама на весла из Собре јављала кнезу Шипана, а овај је даље преносио кнезу и влади Републике у Дубровнику.
- Цркве
  - Црква Св. Андрије
  - Црква Св. Миховила
  - Црква Св. Ивана
  - Црква Св. Спаса
  - Црква Св. Ђурђа
  - Црква Св. Влаха
  - Црква Госпе од Милосрђа (Госпа од Бријега)
  - Црква Св. Павла
  - Црква Св. Јосипа
  - капелице
- Одисејева шпиља (Јама)
- Споменик погинулим борцима НОБ-а
- Споменик краљу Томиславу

## Становништво
На попису становништва 2011. године, Бабино Поље је имало 270 становника.
| Број становника по пописима | Број становника по пописима | Број становника по пописима | Број становника по пописима | Број становника по пописима | Број становника по пописима | Број становника по пописима | Број становника по пописима | Број становника по пописима | Број становника по пописима | Број становника по пописима | Број становника по пописима | Број становника по пописима | Број становника по пописима | Број становника по пописима | Број становника по пописима |
| --------------------------- | --------------------------- | --------------------------- | --------------------------- | --------------------------- | --------------------------- | --------------------------- | --------------------------- | --------------------------- | --------------------------- | --------------------------- | --------------------------- | --------------------------- | --------------------------- | --------------------------- | --------------------------- |
| 1857                        | 1869                        | 1880                        | 1890                        | 1900                        | 1910                        | 1921                        | 1931                        | 1948                        | 1953                        | 1961                        | 1971                        | 1981                        | 1991                        | 2001                        | 2011                        |
| 670                         | 683                         | 740                         | 793                         | 802                         | 912                         | 920                         | 966                         | 907                         | 857                         | 791                         | 660                         | 562                         | 398                         | 336                         | 270                         |

Напомена: Настало после пописа 1971. спајањем насеља Сршеновићи, Забрежје и Задубље која су престала да постоје. За та бивша насеља садржи податке, и то за Забрежје од 1880. до 1910. и од 1931. до 1971, а за насеља Сршеновићи и Задубље од 1890. до 1910. и од 1948. до 1971. У 1921. и 1931. садржи податке за насеље Собра.
Бабино Поље још увек бележи највећи број становника на острву, али проблем исељавања из места, старог становништва и у овом насељу узимају данак.

### Попис1991.
На попису становништва 1991. године, насељено место Бабино Поље је имало 398 становника, следећег националног састава:
| Попис 1991.‍  | Попис 1991.‍  | Попис 1991.‍ | Попис 1991.‍ | Попис 1991.‍ |
| ------------ | ------------ | ----------- | ----------- | ----------- |
|              |              |             |             |             |
| Хрвати       | Хрвати       |             | 386         | 96,98%      |
| Албанци      | Албанци      |             | 4           | 1,00%       |
| Југословени  | Југословени  |             | 2           | 0,50%       |
| Срби         | Срби         |             | 1           | 0,25%       |
| Црногорци    | Црногорци    |             | 1           | 0,25%       |
| неопредељени | неопредељени |             | 3           | 0,75%       |
| непознато    | непознато    |             | 1           | 0,25%       |
| укупно: 398  |              |             |             |             |

## Привреда
Становници Бабиног Поља најчешће се баве пољопривредом и то виноградарством и маслинарством) јер положај уз плодно поље даје идеалне слове за ту врсту производње. Осим пољопривреде, становници се баве и риболовом, али удаљен положај од мора, условио је да се становници никад нису бавили рибарством у толикој мери. Како се у другој половини 20. века цели Мљет окренуо према туризму, и Бабино Поље се почело туристички развијати. Удаљеност од мора условила је да се у месту отвори ауто-камп, а највиши врх остврва је идеалан за пешачко – планинарске туре, које се организовају у пролеће и јесен.

## Галерија
- Сотница
- Мала црква
- Кнежев двор на Мљету
- Црква
- Жупна црква
- Мала црква
- Црква са гробљем
- Споменик погинулим борцима НОР-а
- Основна школа